# Desterro de Entre Rios
Desterro de Entre Rios là một đô thị thuộc bang Minas Gerais, Brasil. Đô thị này có diện tích 370,122 km², dân số năm 2007 là 6914 người, mật độ 18,4 người/km².